# 舍维尼圣索沃尔
舍维尼圣索沃尔（法語：Chevigny-Saint-Sauveur，法語發音：[ʃəviɲi sɛ̃ sovœʁ]），法国东部城市，勃艮第-弗朗什-孔泰大区科多尔省的一个市镇，隶属于第戎区，其市镇面积为12.1平方公里，2022年1月1日时人口数量为10,895人，在法国城市中排名第881位。
舍维尼圣索沃尔位于科多尔省东部，省会第戎市区以东，是第戎的一个卫星城。

## 地名来源

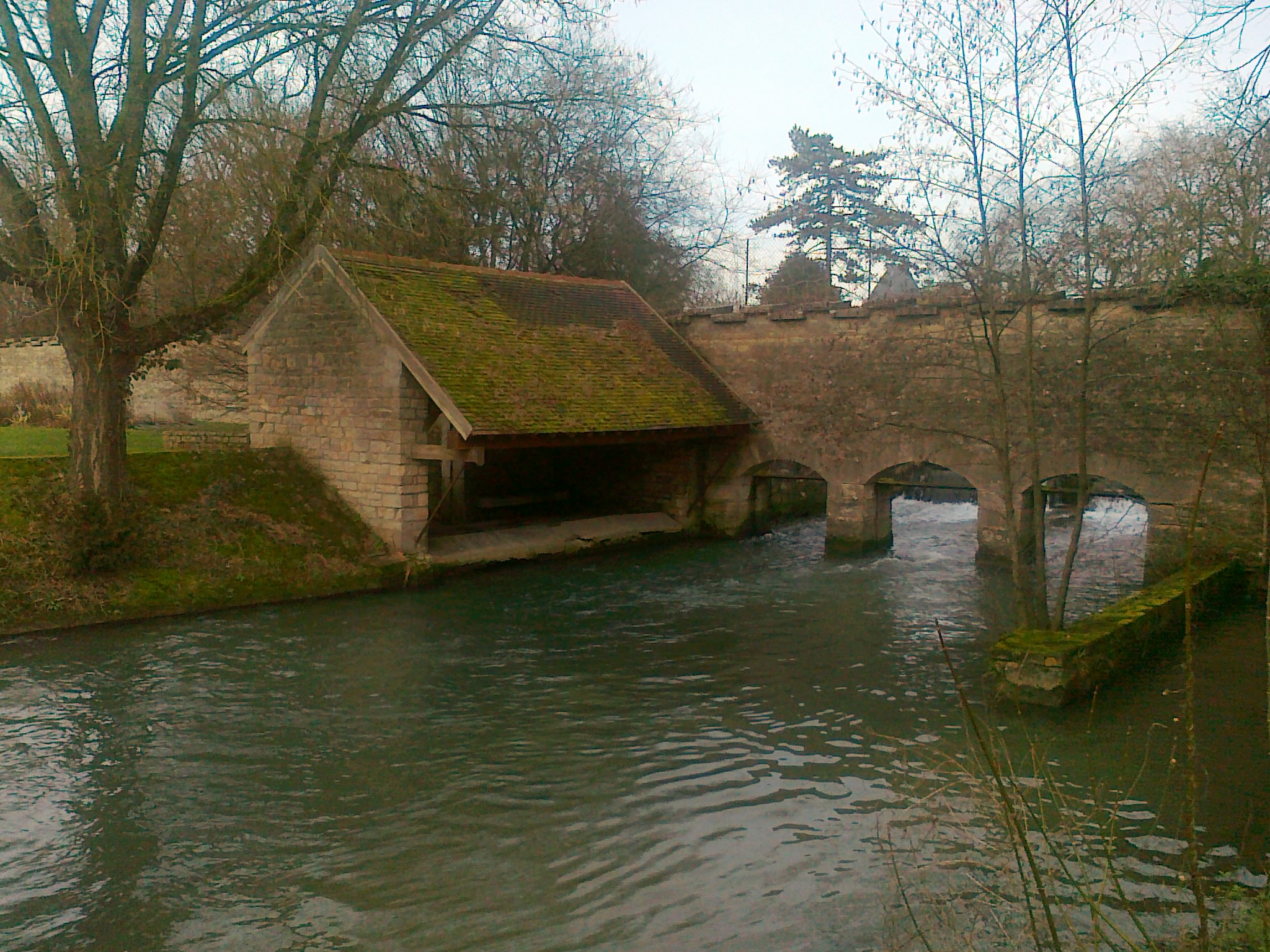
洗衣池旧址

“舍维尼”一名来源尚有待考证，可能与某个家族名称有关；“索沃尔”来源于天主教，意为“恩人”。

## 历史
舍维尼圣索沃尔历史上长期为一处普通村落，中世纪时出现教堂，法国大革命后，舍维尼圣索沃尔成为科多尔省的一个市镇。18世纪初，舍维尼圣索沃尔境内曾出现了一处酒店，后于2019年被拆除。二战后，舍维尼圣索沃尔被规划为居民区，当地人口数量快速增加。

## 地理

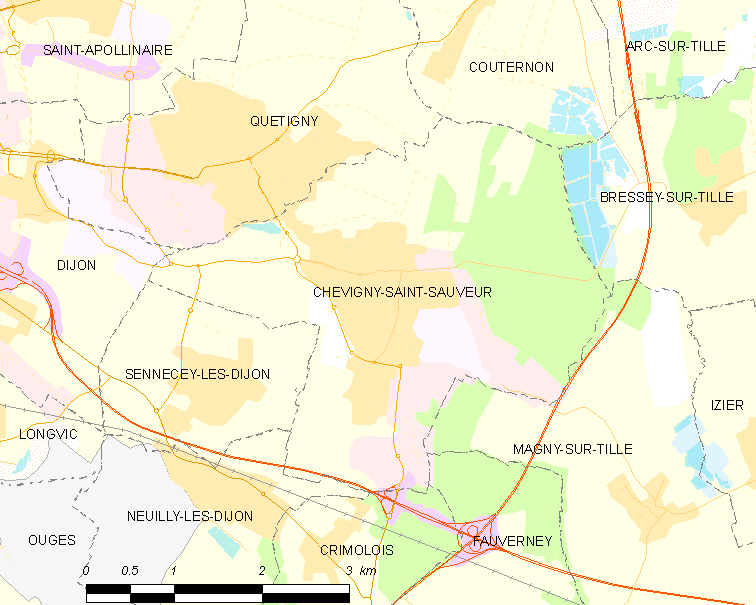
舍维尼圣索沃尔市镇范围地图

舍维尼圣索沃尔位于法国东部，勃艮第-弗朗什-孔泰大区中部和科多尔省东部，距离省会第戎大约5公里。与舍维尼圣索沃尔接壤的市镇包括：库泰尔农、福韦尔内、克蒂尼、塞讷塞莱第戎、蒂耶河畔布雷塞、第戎、蒂耶河畔马尼、讷伊-克里莫卢瓦。

### 地形
舍维尼圣索沃尔位于科多尔高原东部山前冲积平原区，境内地势较为平坦，全境海拔在207到233米之间。

### 水文
舍维尼圣索沃尔属于罗讷河流域，一条名叫“Mirande”的小溪流经境内。

### 植被
舍维尼圣索沃尔属于温带阔叶混交林区，柳林公园（Parc de la Saussaie）是当地主要的城市绿地，林地则广泛分布于市区东部。
在鲜花城市的评比中，舍维尼圣索沃尔被评为2星级鲜花城市。

### 气候
舍维尼圣索沃尔在柯本气候分类法中属于温带海洋性气候。

## 行政区划
舍维尼圣索沃尔是法国勃艮第-弗朗什-孔泰大区科多尔省的一个市镇，编号为21171。舍维尼圣索沃尔隶属于第戎区和科多尔省第三选区，管理舍维尼圣索沃尔县，同时也是第戎都会区的组成部分。
法国国家统计与经济研究所（简称）在进行数据统计时，将舍维尼圣索沃尔及相邻的另外14个市镇设为第戎城市核心区，并将包括核心区在内的周边共290个市镇划为第戎城市区。自2020年起，第戎城市区被包含333个市镇的第戎城市辐射区代替。此外，还将舍维尼圣索沃尔市镇分为了5个“块区”（IRIS），以便于统计人口分布情况。

## 交通

### 公路
A39高速公路经过舍维尼圣索沃尔市区南部并设有3号出入口连接市区；科多尔省省道D107线、D108线等在舍维尼圣索沃尔境内交汇。
2017年，86.8%的舍维尼圣索沃尔家庭拥有至少一辆私人汽车。2019年，舍维尼圣索沃尔境内共发生各类交通事故1起，造成3人受伤。

### 铁路
距离舍维尼圣索沃尔最近的客运铁路车站为第戎城站。

### 航空
距离舍维尼圣索沃尔最近的民用航空站为多勒机场，距离舍维尼圣索沃尔市中心的公路里程约42公里。

### 城市公共交通
舍维尼圣索沃尔是第戎城市公共交通（商业名称为）的覆盖范围，后者是第戎都会区的城市公共交通系统。截至2021年6月，该系统共包括2条有轨电车线路和数十条公交线路，其中公交7路、30路、31路和41路经过舍维尼圣索沃尔市区。

## 政治
舍维尼圣索沃尔的现任市长为纪尧姆·吕埃先生（Guillaume Ruet），他是共和党的一名成员，在2020年的市政选举中获得了65.6%的支持率。
在2017年的法国总统大选中，法国第25任总统埃马纽埃尔·马克龙在舍维尼圣索沃尔获得了64.93%的支持率。

## 人口
2018年，舍维尼圣索沃尔市镇人口数量为11,160，在法国排名第881位。其中男性5,265人，女性6,061人，75岁及以上人口占6.5%，外籍人口数量为2,331人，人口密度为922人/平方公里，当地居民被称为（男性）或（女性）。2019年，舍维尼圣索沃尔境内出生109人，死亡人口82人。
| 年份   | 1936 | 1946 | 1954 | 1962 | 1968  | 1975  | 1982  | 1990  | 1999   | 2006  | 2011   | 2016   | 2018   |
| ------ | ---- | ---- | ---- | ---- | ----- | ----- | ----- | ----- | ------ | ----- | ------ | ------ | ------ |
| 人口數 | 245  | 236  | 312  | 491  | 1,412 | 5,647 | 7,137 | 8,223 | 10,141 | 9,460 | 10,200 | 11,496 | 11,160 |

## 经济
舍维尼圣索沃尔是第戎东郊的一个卫星城，当地共有各类用人单位1,043家，平均历史为14年，其中97.71%为中小型企业（PME）。（易爆品销售）、（汽车零件生产）及（特种燃料销售）是当地2019年营业额最高的三个企业，分别为2,506,150,390欧元、409,593,500欧元和254,268,257欧元。

## 财政收入
2019年，舍维尼圣索沃尔的财政收入总额为10,896,500欧元，财政支出总额为9,635,940欧元，当年的债务总额为6,769,750欧元。2020年，舍维尼圣索沃尔共获得748,540欧元的国家财政补助，比上一年减少了0.05%。
2017年，舍维尼圣索沃尔的人均月收入总额为2,097欧元，其中高级职员为3,687欧元，低于法国平均水平（4,214欧元）；中级职员为2,298欧元，低于法国平均水平（2,353欧元）；普通职员为1,689欧元，亦低于法国平均水平（1,690欧元）。
2017年，舍维尼圣索沃尔境内的青壮年（15至64岁）失业率为11.8%，当地58.4%的家庭拥有纳税资格，平均纳税2,523欧元，低于法国平均水平（3,888欧元）。

## 社会事务

### 教育
舍维尼圣索沃尔属于第戎学区。截止2019年1月1日，舍维尼圣索沃尔境内共有4所幼儿园、4所小学、1所初级中学和1所普通高中。2018至2019学年度，舍维尼圣索沃尔境内共有在校中等教育阶段学生1,497名。

### 医疗
截止2019年1月1日，舍维尼圣索沃尔境内共有全科医生12名、保健师18名、牙医6名、护士12名、皮肤科医生2名和助产士1名。境内共有药房4家、养老院1家、残疾人帮扶中心2家。
舍维尼圣索沃尔距离第戎大学中心医院的正常车程在10分钟以内。

### 住房
2017年，舍维尼圣索沃尔境内共有各类住房5,250套，其中37.6%为独立式居民区，62.1%为集中式居民区。常住房屋占舍维尼圣索沃尔市镇范围内居民建筑总量的95.2%。
在住房保障政策方面，2017年，舍维尼圣索沃尔境内共有953户家庭获得了住房经济补助，受益人数占总人口数量的8.4%，其中863份为房租补助。

### 商业
2019年，舍维尼圣索沃尔境内共有各类实体商铺145家，其中餐厅17家、大型超市5家、面包房6家、肉铺1家、书店1家、银行门店7家、美容美发店12家、汽车维修店12家。市中心建有一家家乐福便民超市，市区西北部的克蒂尼境内建有大型开放式商业街区。

### 体育
2019年，舍维尼圣索沃尔境内共有1家游泳池、3间体育馆、9处网球场、1处足球或橄榄球场2处篮球或排球场。
舍维尼圣索沃尔足球俱乐部（Chevigny-Saint-Sauveur Football Club）是当地的一支足球队，2021至2022赛季参加勃艮第-弗朗什-孔泰大区足球联赛。

### 环境
舍维尼圣索沃尔的环境事务由其所属的公共社区负责。2019年，舍维尼圣索沃尔境内暂无污染企业。

### 治安
2014年，舍维尼圣索沃尔及附近地区共发生各类案件3,466起，其中盗窃类案件2,134起，经济类案件381起，毒品交易类案件261起。

## 文化

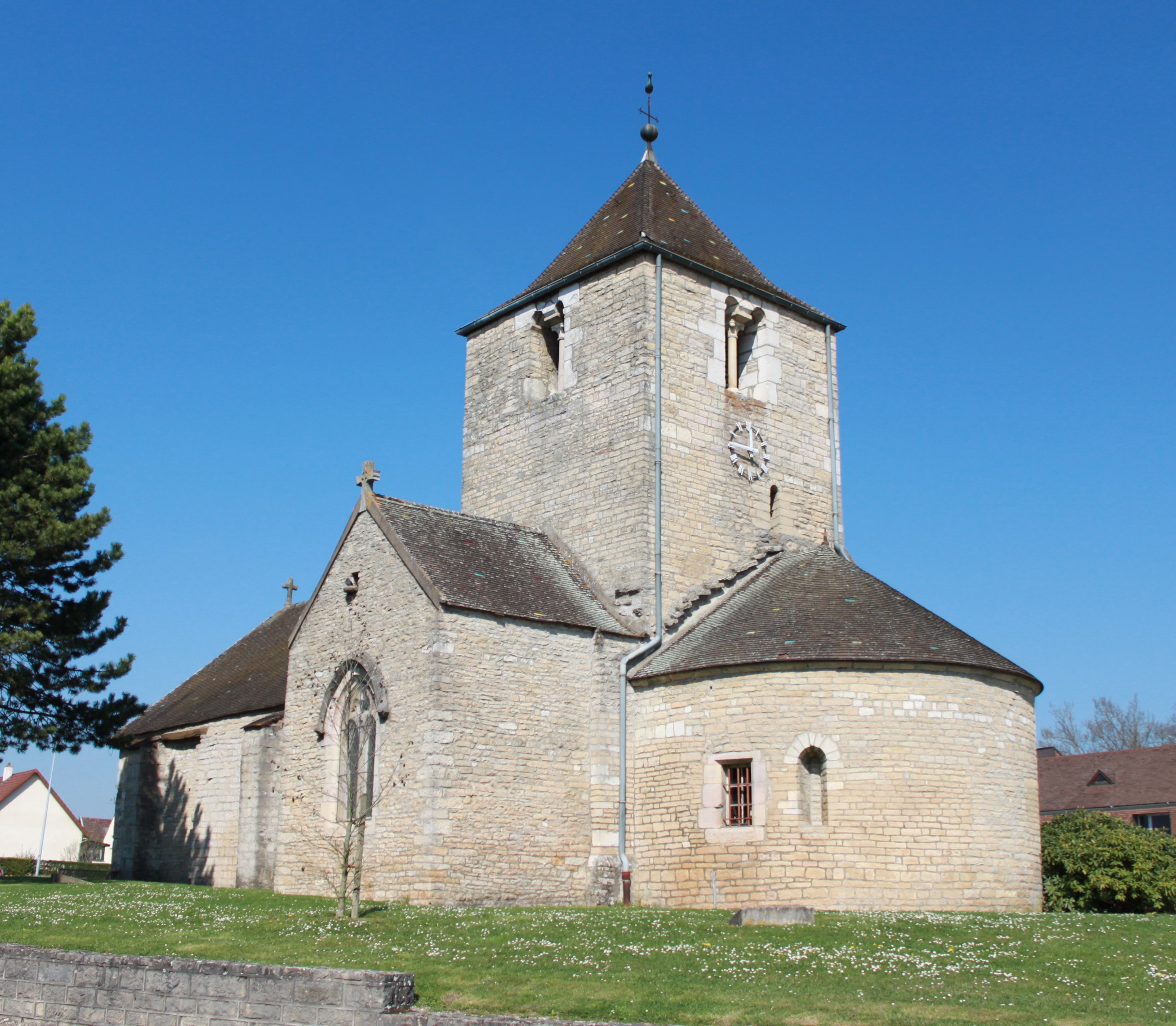
舍维尼圣索沃尔教堂

2019年，舍维尼圣索沃尔境内暂无任何文化设施。舍维尼圣索沃尔市政府提供多媒体中心，向公众全年开放。

### 建筑
舍维尼圣索沃尔境内有多处历史建筑，其中同名城堡和教堂是法国国家文物保护单位。

### 旅游
舍维尼圣索沃尔的旅游事务由其所属的公共社区负责。2020年，舍维尼圣索沃尔境内暂无任何游客接待设施。

### 媒体
法国主要的媒体均可在舍维尼圣索沃尔接收，法国电视三台下属的勃艮第-弗朗什-孔泰大区频道在部分时段播出舍维尼圣索沃尔所属区域的地方新闻。

## 友好城市
截至2021年6月，舍维尼圣索沃尔共与两座城市互为友好城市关系：
- 德国 博本海姆-罗克斯海姆
- 德国 拉贡-耶斯尼茨